# Aleksandr Osipow (hokeista)
Aleksandr Siergiejewicz Osipow (ros. Александр Сергеевич Осипов; ur. 24 marca 1989 w Niżnym Tagile) – rosyjski hokeista.

## Kariera
- Gazowik Uniwer (2005-2007)
- Gazowik-Start Jałutorowsk (2006)
- Gazowik-SibGUFK (2007)
- Gazowik Tiumeń (2007-2010)
- Amur Chabarowsk (2010-2013)
  -  Amurskie Tigry Chabarowsk (2010-2011)
- Ak Bars Kazań (2013)
- Atłant Mytiszczi (2013)
- SKA Sankt Petersburg (2013)
- Ak Bars Kazań (2013-2014)
- Dinamo Moskwa (2014-2016)
- Awangard Omsk (2016-2017)
- Spartak Moskwa (2017-2019)
- Admirał Władywostok (2019-2020)
- Nieftiechimik Niżniekamsk (2020-)

Wychowanek klubu Sputnik Niżny Tagił ze swojego rodzinnego miasta. Od 3 stycznia 2010 zawodnik Amura Chabarowsk. W maju 2011 przedłużył kontrakt z klubem o dwa lata. 10 stycznia 2013 został zawodnikiem Ak Barsu Kazań, a trzy dni później przekazany do Atłanta Mytiszczi w drodze wymiany za Nikołaja Żerdiewa. 31 stycznia 2013 trafił do kolejnego klubu, SKA Sankt Petersburg, w drodze wymiany za Gleba Klimienko. W maju 2013 podpisał trzyletni kontrakt z Ak Barsem Kazań. Od września 2014 zawodnik Dinama Moskwa. Od końca października 2016 zawodnik Awangardu Omsk w toku wymiany za Andrieja Kutiejkina. Od połowy października 2017 zawodnik Spartaka Moskwa. W październiku 2019 przeszedł do Admirał Władywostok. W sierpniu 2020 przeszedł do Nieftiechimika Niżniekamsk.

## Sukcesy
Klubowe
- Puchar Kontynentu: 2013 ze SKA
- Brązowy medal mistrzostw Rosji: 2013 ze SKA

Indywidualne
- KHL (2010/2011):
  - Najlepszy pierwszoroczniak miesiąca - październik 2010
- KHL (2011/2012):
  - Najlepszy obrońca miesiąca - wrzesień 2011
- KHL (2012/2013):
  - Drugie miejsce w klasyfikacji strzelców wśród obrońców w sezonie zasadniczym: 13 goli
  - Piąte miejsce w klasyfikacji +/- w fazie play-off: +10